# 포어 플레이
포어 플레이(Fore Play)는 미국에서 제작된 로버트 맥카티 감독의 1975년 코미디 영화이다. 제로 모스텔 등이 주연으로 출연하였고 칼 구레비치 등이 제작에 참여하였다.

## 출연

### 주연
- 제로 모스텔
- 에스텔 파르손즈

### 조연
- 팻 폴슨
- 제리 오바치
- 조지 S. 어빙
- 카멘 알바레즈
- 프레드 바우어
- 수디 본드
- 마크 카벨
- 조 시릴로
- 마이클 클락-로렌스
- 어윈 코리
- 론 커밍스
- 루 데이빗
- 데이어 데이비드
- 폴 둘리
- 로버트 드라이든
- 앤드류 던칸
- 게리 굿로우
- 앨런 한
- 로리 헤인맨
- 잭 홀랜더
- 캐슬린 조이스
- 알프레드 칼
- 조지 킹
- 애니 코즌
- 데보라 루미스
- 톰 맥더못
- 루이자 모리츠